# 로버트 보든
로버트 보든 경(Sir Robert Borden, GCMG, 1854년 6월 26일~1937년 6월 10일)은 제1차 세계 대전 중 총리(1911~1920)직에 있던 캐나다의 정치인이다.

## 생애
노바스코샤주 그랑프레에서 출생. 그의 아버지는 영국계이며 성공회 신자였고, 어머니는 스코틀랜드계이자 장로교도였다. 라틴어, 그리스어, 수학에 뛰어난 보든은 14세에 학교 교사가 되었다. 변호사가 될 결심을 하고 핼리팩스에 있는 법률회사의 사원으로서 법학을 공부하였다.

## 정계입문

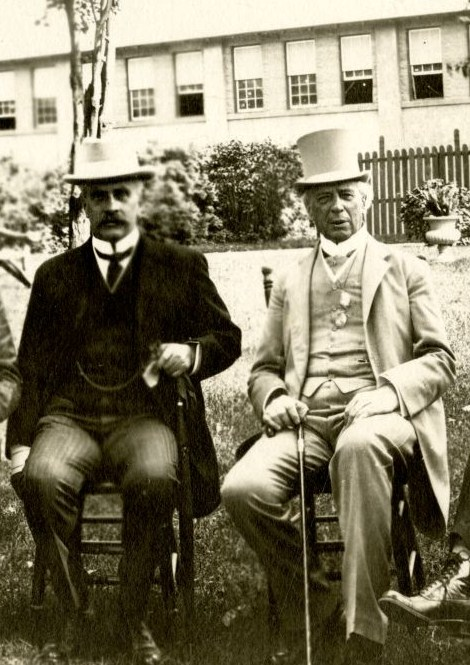
윌프리드 로리에와 보든

자유당원으로 지낸 그는 1886년 탈당하고 1896년 하원의원에 선출되었다. 1901년 보수당의 당수로 뽑혀, 다음 9년동안 그 정당을 이끌었다. 갈라지고 단념된 보수당을 재생하는 계획을 세웠으나, 그의 임무가 느리고 근면한 이유로 1904년 선거에서도 실패한다. 1905년 변호사업을 포기하고 오타와로 이주하였다.
1907년 보수당의 새로운 과정을 세웠다. 통신, 철도, 곡물창고의 소유권을 요구하였고, 더 가까운 이민 관리와 캐나다 제품을 보호하는 데 수입품들에 의한 보호적 관세에 호의를 주었다. 윌프리드 로리에가 캐나다와 영국, 미국과의 관계에 문제가 생긴 이유로 보든이 총리가 되는 기회를 주었다. 보든은 캐나다와 미국 간의 가까운 관계가 캐나다의 독립에 위험이 될 염려가 된다고 믿었다. 해군 선언과 무역 협정이 1911년 총선의 주요 논의였다. 15년 만에 보수당이 압승하여, 총리가 되었다.

## 총리 재임

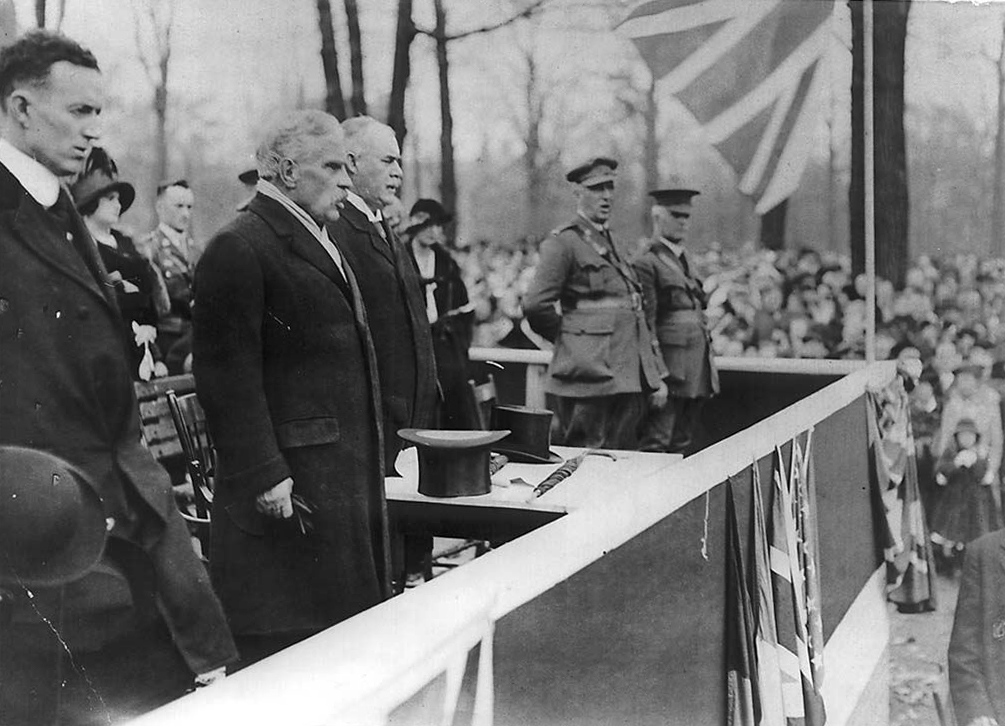
토론토에서 승리의 보증 운동을 벌이는 보든

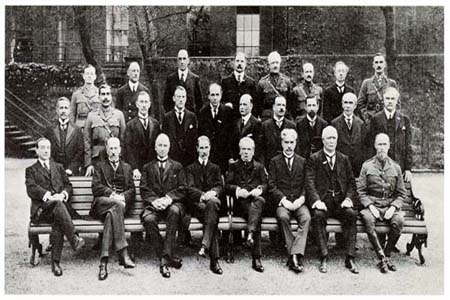
다우닝 가 10번지에서 열린 대영 제국 전쟁 내각 회의에서 (앞줄 오른쪽에서 3번째가 보든)

1911년 10월 10일, 57세의 나이로 총리에 취임하였다. 취임하자 마자, 영국에 캐나다의 군사적 도움이 될 만할 논점을 처리하였다. 캐나다가 주요 전쟁에 영국을 돕겠다고 했지만, 영국 정부는 거부하였다.
1912년 해군 선언서를 하원에 제출하였다. 그 문서는 영국 해군을 위한 군함을 만드는 데 자금을 마련하였다. 열나는 토론 끝에 통과시켰지만, 자유당이 차지한 상원에서는 문서를 반대하였다.

### 전쟁 지도자
제1차 세계 대전이 터지자, 캐나다는 대영 제국의 일원으로서 참전하였다. 2년동안 보든 정부는 기가 오르고, 기능이 갖추어지며 캐나다 육군 수송대를 프랑스에 파견하였다.
1917년 캐나다는 군사력이 증강하였다. 2월부터 5월까지 런던에서 제국전쟁내각을 결성하는 데 도움을 주었다. 이 내각은 대영제국의 모든 총리들로 이루어졌고, 다음 2년동안 전쟁 지휘를 계획 세우는 도움이 되었으며 총리들은 전쟁 후의 평화를 위한 계획을 세웠다.

### 징병제 위기
1917년 귀국하여 심각한 군사 문제를 직면하였다. 당시 캐나다는 많은 군사의 수를 잃었었고, 보충병들을 필요로 하였다. 보든은 징병제가 이제 캐나다 군의 병력을 지키기 위해 필수적인 요소가 되었다고 믿었다.
많은 프랑스계 캐나다인들은 징병제에 반대하였다. 캐나다인들의 단일성을 위해, 자유당과 보수당을 합쳐 연방당을 창설하기로 하였다. 온타리오주와 캐나다 서부의 많은 자유당원들이 보든에 가입하여, 10월 12일 연방당 정부를 수립하였다. 징병제는 영국계와 프랑스계 사이의 관계가 심각히 갈라지는 원인을 가져왔다. 그러나 12월 선거에서는 투표자의 다수가 정부의 실행을 찬성하였다.

### 전후의 달성
보든은 1918년 11월 유럽으로 갔다. 베르사유에서 열린 평화 회담에 캐나다 사절단의 지도자로 참석하여, 세계 정세에서 캐나다의 새로운 직위를 인정받는 목적이었다. 회담에서 영국 사절단이 대영제국으로서 단일로 참석하길 원하였지만, 캐나다와 다른 자치령 국가들은 따로 대표들을 보냈다.
국제 연합의 전신인 국제 연맹이 창설되는 와중에, 보든은 캐나다가 그 회원국이 되어야 한다는 주장을 하였다. 결과적으로 캐나다는 독자적으로 국제연맹과 국제 노동 기구의 회원국이 된다.
1918년에는 캐나다의 여성들도 참정권을 인정받았다. 전쟁 시기에 어려운 일을 한 탓에 그의 건강이 안 좋아져, 1920년 7월 10일에 사임하였다.

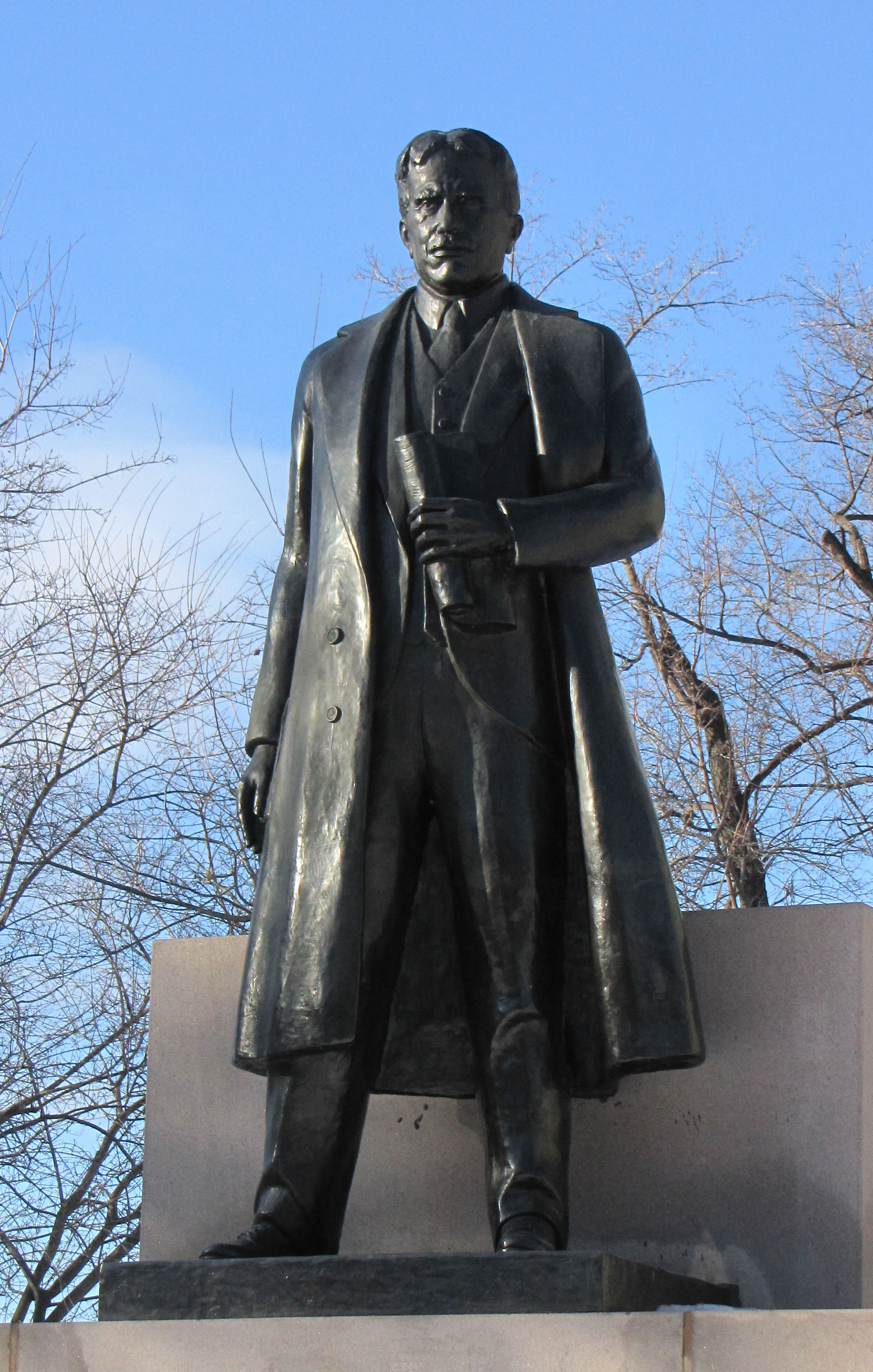
오타와에 있는 보든의 동상

## 말년
총리 직에서 물러난 후, 1921년부터 1922년까지 워싱턴 D.C.에서 열린 해군군비축소 회의에서 대영제국의 사절단으로 참석하였다. 1924년부터 1930년까지 온타리오 주 킹스턴에 있는 퀸스 대학교 총장을 지냈다. 그의 저서 《회고록》은 그의 조카 헨리에 의하여 1938년에 출간되었다.
1937년 6월 10일 오타와에서 사망하였다. 현재 통용되고 있는 캐나다 100달러 지폐에는 그의 초상화가 그려져 있다.

## 서훈
- 1915년 세인트마이클앤드세인트조지 훈장 1등급(GCMG, 작위급 훈장)

## 같이 보기
- 보든섬